# لشوکونسکویه

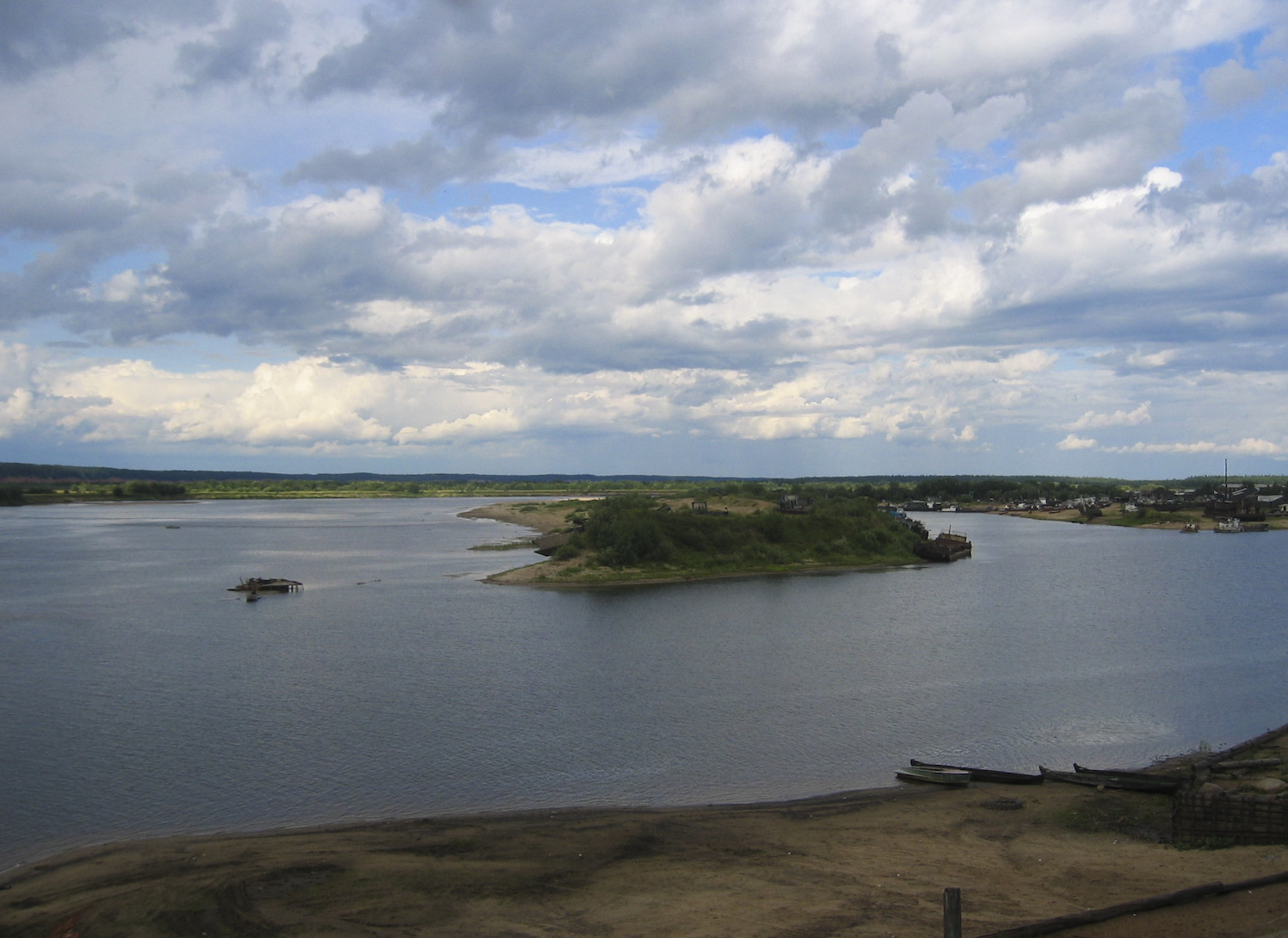
لشوکونسکویه

لشوکونسکویه (به لاتین: Leshukonskoye) یک منطقهٔ مسکونی در روسیه است که در استان آرخانگلسک واقع شده‌است.